# Hadia Medical Swiss
Hadia Medical Swiss ist eine der wenigen internationalen Hilfsorganisationen, die in Somalia und insbesondere im international nicht anerkannten Somaliland tätig ist. Der im März 2002 gegründete Verein hat seinen Sitz in Winterthur. Gemäss Statuten bezweckt er „die Verbesserung der Lebensgrundlagen sowie des Gesundheits- und Schulwesens in Ostafrika“. Die Bezeichnung Hadia stammt aus der somalischen Sprache und bezeichnet die Akazie.

## Geschichte
Der Verein wurde aufgrund eines Hilferufs des Schweizer Arztes Abdirisak Wasambe gegründet, der selbst somalischer Abstammung ist, da die Ärzte in Somalia von anderen Organisationen keine Unterstützung erhielten. Der Verein selbst arbeitet zweigeteilt und besitzt auch eine Organisation vor Ort. Erster Schwerpunkt der Arbeit lag in Zentralsomalia in der Stadt Abudwak, wo zuerst zusammen mit Wasambe ein Ambulatorium aufgebaut und schliesslich 2010 ein kleines Regionalspital mit 20 Betten eröffnet werden konnte, das dort ein Gebiet so gross wie die Schweiz versorgt. Ausserdem setzte sich Hadia Medical für eine saubere Trinkwasserversorgung vor Ort ein. Bis 2012 unterstützte Hadia auch noch das Spital von Abudwaak, danach mussten die Zahlungen aufgrund der unübersichtlichen Lage in der Region eingestellt werden. Am 12. Oktober 2014 starben bei einem Bombenattentat in Mogadiscio Abdirisak Wasambe, der bis zu seinem Tod das Spital Abudwak geleitet hat.
Ab 2012 konzentrierte sich das Hilfswerk vermehrt auf das eigenständige, aber international nicht anerkannte Somaliland im politisch stabileren Norden Somalias. 2013 wurde eine Zusammenarbeitsvereinbarung mit der 2010 gegründeten Somaliland Swiss Association unterzeichnet. Auf Bitte des Gesundheitsministeriums von Somaliland brachte sich Hadia beim Regionalspital von Gabiley ein und unterstützt dieses seit 2014 im operativen Bereich. Seither hat Hadia das Engagement in Somaliland weiter ausgebaut und unterstützt inzwischen auch das Regionalspitals von Salahley und das Edna Anan University Hospital.
Seit einigen Jahren führt Hadia in Zusammenarbeit mit dem Unispital Basel in Hargeisa Ausbildungskurse für Ärzte und Pflegepersonen durch, 2019 konnten dadurch insgesamt 56 Personen ausgebildet werden. Weiter bekämpft die Organisation zusammen mit dem Universitätsspital die weibliche Genitalverstümmelung und arbeitet hierfür vor Ort mit Edna Adan Ismail zusammen. 2021 wurde mit dem Aufbau einer landesweiten Versorgung Somalilands mit Müttergesundheit-Stationen initiiert, hierfür hat die Organisation im Oktober 2021 mit dem Gesundheitsministerium von Somaliland eine Vereinbarung unterzeichnet.